# Баттелмэн, Генри
Генри Баттелмэн (англ. Henry "Hank" Buttelmann; 1929 — 2019) — американский лётчик-ас ВВС США Корейской и  Вьетнамской войн.

## Биография
Родился 26 июня 1929 года в районе Корона, боро Куинс, Нью-Йорк.
Находясь два года в запасе корпуса морской пехоты США и два года в запасе военно-воздушных сил США, был снова призван на срочную службу в ВВС 1951 году. Был курсантом школы Class 52-E, тренировался на самолётах T-6s, T-28s и T-33s. Из школы был выпущен 2 августа 1952 года в звании второго лейтенанта. Затем обучался авиационной стрельбе на авиабазе Неллис на самолётах F-80 и F-86.
Принимал участие в Корейской войне в качестве летчика-истребителя с февраля 1953 года. Летал на F-86 Sabre. 19 июня 1953 года сбил свой первый «МиГ-15», последний (седьмой по счёту) — 22 июля. Стал асом менее чем за две недели (пятая победа — 30 июня), и был самым молодым среди всех асов ВВС США в Корее. Всего совершил 65 вылетов.
Во время боевого вылета 29 июня 1953 года звено из истребителей, в составе которого находился 1-й лейтенант Баттелмэн, сбило МиГ-15, пилотировавшийся Героем Советского Союза подполковником И. М. Горбуновым. Советский лётчик благополучно катапультировался из горящей машины, но во время спуска на парашюте Баттелмэн расстрелял его из пулемёта. Смертельно раненный подполковник Горбунов скончался сразу же после приземления.
Впоследствии воевал во Вьетнаме. В результате двух командировок на эту войну, совершил 47 вылетов на F-105 Thunderchief и 234 вылета на F-100 Super Sabre.
Вышел в отставку в 1979 году в звании подполковника военно-воздушных сил, позднее получил звание полковника.
В последнее время Генри Баттелмэн являлся президентом американской ассоциации пилотов F-86 Sabre Pilots Association.

## Награды
Среди многих наград Генри Баттелмэна имеются:
- Серебряная звезда (1953)
- Крест лётных заслуг (1953, 1953, 1965, 1970)